# Me'ir Tobianski
Me'ir Tobianski (hebrejsky מאיר טוביאנסקי‎, ‎20. května 1904 Kovno, Litva – 30. června 1948 Har'el, Izrael) byl důstojník Izraelských obranných sil odsouzený k trestu smrti pro vlastizradu. Odsouzen byl pouze na základě nepřímých důkazů a popraven na příkaz Issera Be'eriho, prvního ředitele zpravodajského útvaru IOS Aman.
Tobianski sloužil během druhé světové války s hodností majora v řadách britské armády, později působil jako kapitán v židovské vojenské organizaci Hagana. Dne 28. června 1948, v době již probíhající první arabsko-izraelské války, vstoupil do řad Izraelských obranných sil. Krátce po vstupu do IOS byl ovšem obviněn z vyzrazování informací o izraelských cílech jordánskému dělostřelectvu, vzat do vazby a polním soudem odsouzen k smrti zastřelením. O rok později ovšem vyšla najevo Tobianskiho nevina a byl posmrtně zproštěn všech obvinění.